# Stilobezzia ugandae
Stilobezzia ugandae är en tvåvingeart som beskrevs av Ingram och John William Scott Macfie 1923. Stilobezzia ugandae ingår i släktet Stilobezzia och familjen svidknott. Inga underarter finns listade i Catalogue of Life.